# 美作インターチェンジ
美作インターチェンジ（みまさかインターチェンジ）は、岡山県美作市の中国自動車道のインターチェンジである。

## 道路
- E2A 中国自動車道（12番）

## 接続する道路
- 岡山県道51号美作奈義線

## 歴史
- 1974年12月21日：当IC - 落合IC間開業とともに供用開始｡
- 1975年10月16日：福崎IC - 当IC間開業｡

## バス停留所
料金所そばに高速バス専用のバス停留所が設けられている。
停留所設備は高速道路外の出口料金所先（マルナカ美作店南側）に設けられており、停車するバスはいったん料金所を出て客扱いを行い、交差点手前の転回路でUターンしてから再度インターチェンジ向かう形になる。 
バス事業者は美作インター（みまさかインター）という呼称を使用している。
なお、ルブラン号（東京品川・お台場方面）、ルミナス号（東京新宿方面）、マスカット号（東京新宿・中野方面）は当バスストップには停車しない（運行経路上であるが通過扱いとなる）。

### 停車する路線

#### 高速バス
| のりば                              | 方面   | 愛称               | 会社名                 | 行先                                              | 備考               |
| ----------------------------------- | ------ | ------------------ | ---------------------- | ------------------------------------------------- | ------------------ |
| 出口料金所先 （マルナカ美作店南側） | 上り線 | 中国ハイウェイバス | 西日本JRバス・神姫バス | 大阪（新大阪駅・大阪駅JR高速バスターミナル・USJ） |                    |
| 出口料金所先 （マルナカ美作店南側） | 下り線 | 中国ハイウェイバス | 西日本JRバス・神姫バス | 津山（津山駅）                                    | 超特急便は降車のみ |

##### かつて停車していた路線
以下の路線は2012年5月をもって休止。
- 津山 - 関西国際空港 リムジンバス（神姫バス・関西空港交通・南海バス）
  - 関西国際空港 - 東条・滝野社インター・北条・山崎インター・美作インター・津山インター・津山駅

以下の路線は2015年3月をもって休止。
- 神戸 - 津山線（西日本JRバス）
  - 新神戸・三宮・神戸三田プレミアム・アウトレット - 津山
    - なお運用当時、この路線においては当バス停から津山方面への利用は不可であった。

以下の路線は2020年11月をもって休止。
- 津山エクスプレス京都号（西日本JRバス・神姫バス）
  - 京都 - 津山

#### 路線バス
岡山県道51号美作奈義線沿いのマルナカ美作店東側・ルル前（タクシー乗り場北側）で客扱いを行う。 
| のりば                                | 会社名                         | 行先・方面など             | 備考                               |
| ------------------------------------- | ------------------------------ | -------------------------- | ---------------------------------- |
| 西側 （マルナカ美作店東側）           | 美作共同バス                   | 真加部・小野・大原駅       | 土曜・休日運休                     |
| 西側 （マルナカ美作店東側）           | 美作市土居小学校区デマンドバス | 美作土居駅・土居公民館     | 月曜・水曜・金曜のみ運行。休日運休 |
| 西側 （マルナカ美作店東側）           | 美作市土居小学校区デマンドバス | 美作土居駅・福山出張所     | 月曜・水曜・金曜のみ運行。休日運休 |
| 西側 （マルナカ美作店東側）           | なぎバス                       | 真加部・豊沢               | 休日・年末年始運休                 |
| 東側 （ルル前（タクシーのりば北側）） | 美作共同バス                   | 林野駅・湯郷温泉・勝間田駅 | 土曜・休日運休                     |
| 東側 （ルル前（タクシーのりば北側）） | なぎバス                       | 林野駅・勝間田駅           | 休日・年末年始運休                 |

### バス停へのアクセス
- 美作共同バス・美作市土居小学校区デマンドバス・なぎバス「美作インター」停留所（岡山県道51号美作奈義線）から徒歩約2分
- 美作共同バス・赤磐市広域路線バス・なぎバス「豊国原」停留所から徒歩約6分
- 姫新線林野駅からタクシーで約4分・徒歩22分

## 周辺
- 道の駅彩菜茶屋
- 湯郷温泉
- マルナカ美作店
- ヤマダデンキテックランド美作店
- 津山信用金庫美作支店
- 宮脇書店

## 料金所
- ブース数:5

### 入口
- ブース数：2
  - ETC専用：1
  - 一般：1

### 出口
- ブース数：3
  - ETC専用：1
  - 一般：2

## 隣
E2A 中国自動車道
(11-1)作東IC - (BS)作東BS - (PA)楢原PA - (12)美作IC/BS - (12-1)勝央JCT - (BS)勝間田BS - (SA)勝央SA - (13)津山IC/BS